# كريستوفر أريكسون
كريستوفر أريكسون (بالسويدية: Christoffer Eriksson)‏ (25 مايو 1990 بالسويد - ) هو لاعب كرة قدم سويدي في مركز الدفاع. لعب مع أيك سولنا ونادي آسيريسكا ونادي ديجرفورس ونادي فاسالوندس ونادي إسكلستونا.

## وصلات خارجية
- كريستوفر أريكسون على موقع اتحاد السويد (السويدية)
- كريستوفر أريكسون على موقع قاعدة بيانات كرة القدم.إي يو (الإنجليزية)